# Миграция птиц

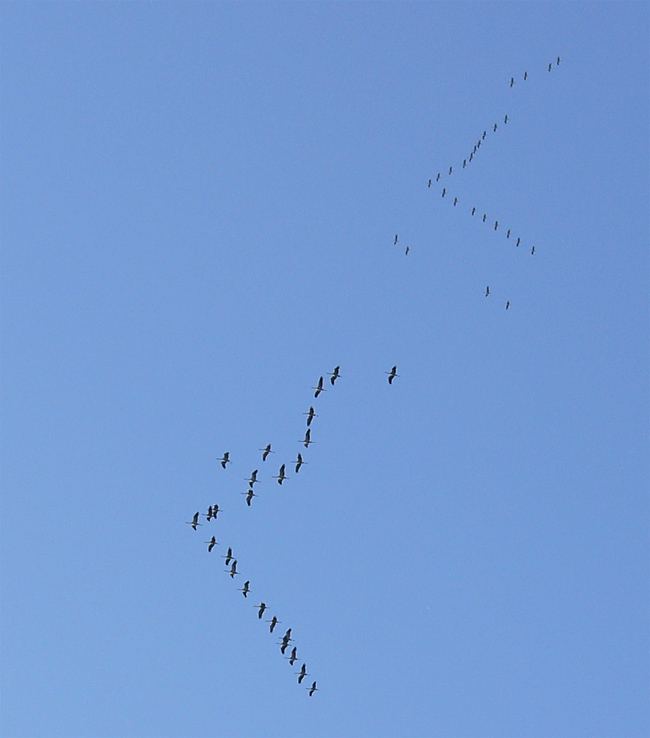
Клин серых журавлей

Мигра́ция птиц, или перелёт птиц — перемещение или переселение птиц, связанное с изменением экологических или кормовых условий, либо особенностями размножения, с территории гнездования на территорию зимовки и обратно. Одна из форм миграции животных. Миграция — приспособление к сезонным изменениям климата и зависимых от них факторов (наличие корма, открытой воды и т. д.). Способности птиц к миграции способствует их высокая мобильность благодаря способности к полёту, недоступная большинству других видов наземных животных.

## Экологические последствия перелётов птиц
Миграция птиц также помогает передвижению других видов, например эктопаразитов, таких как клещи (Acarina) и вши (Phthiraptera), которые в свою очередь могут переносить микроорганизмы, в том числе возбудителей человеческих заболеваний. Значительное внимание миграционные птицы привлекли в связи с распространением птичьего гриппа в 2006—2007 годах, однако выяснилось, что миграционные птицы не представляют особой угрозы, тогда как импорт домашних птиц имеет гораздо больший эффект. Однако некоторые вирусы действительно могут переноситься птицами без заметного влияния на здоровье самой птицы, например лихорадка западного Нила (WNV). Также миграционные птицы могут играть роль в распространении семян или спор растений и планктона.

## Угрозы сохранения птиц
Человеческая деятельность наносит значительную угрозу мигрирующим птицам. Большое значение имеют места остановок между местами гнездования и зимовки, исчезновение которых в результате человеческой деятельности не даёт птицам возможности питания во время перелёта. Уничтожение заболоченных территорий в результате использования их для нужд сельского хозяйства остаётся наиважнейшей причиной гибели птиц во время миграции.
Охота вдоль маршрутов миграции в некоторых случаях наносит очень большой урон популяциям птиц. Так, популяции белого журавля, гнездящегося в Сибири и зимующего в Индии, практически исчезли в результате охоты на них во время полёта над Афганистаном и Средней Азией. Последний раз эти птицы наблюдались в своём любимом месте зимовки, Национальном парке Кеоладео, в 2002 году.
Высокие сооружения, такие как линии электропередачи, ветряки, ветряные электростанции и прибрежные нефтяные платформы является частой причиной столкновения с ними и гибели миграционных птиц. Особую угрозу имеют освещённые ночью сооружения, такие как маяки, небоскрёбы, большие памятники и телевизионные башни, с огнями, что должны предотвращать столкновения с ними самолётов. Свет часто привлекает птиц, которые осуществляют миграцию ночью, подобно тому, как он привлекает ночных насекомых.
Концентрация птиц в течение миграции является причиной дополнительной угрозы для определённых видов. Некоторые самые зрелищные миграционные птицы уже вымерли, самым известным является странствующий голубь (Ectopistes migratorius), стаи которого составляли до 2 км в ширину и до 500 км длиной, пролетали несколько дней над одним участком и насчитывали до миллиарда птиц.
Охрана миграционных птиц затруднена из-за того, что миграционные маршруты пересекают границы разных стран и таким образом требуют международного сотрудничества. Для охраны перелётных птиц были заключены несколько международных договоров, включая Договор о миграционных птицах 1918 года в Северной Америке (англ. Migratory Bird Treaty Act в США), Соглашение о сохранении афро-евразийских мигрирующих водно-болотных птиц (Соглашение AEWA) 1979 года (англ. African-Eurasion Waterbird agreement) и Боннская конвенция 1979 года (англ. Convention on Migratory Species).

## Причины и механизмы миграции птиц
Миграция птиц обусловлена инстинктом, однако инстинкт только запускает (инициирует) процесс миграции, а путь миграции и место переселения является результатом обучения и случайности.

## Типы миграций
По характеру сезонных переселений птиц делят на оседло-живущих, кочующих и перелётных. Кроме того, при определённых условиях птицы, как и другие животные, могут выселяться из какой-либо территории без возврата назад либо инвазироваться (внедряться) в регионы за пределами их постоянного обитания; такие переселения непосредственно к миграции не относятся. Выселение либо внедрение может быть связано с природным изменением ландшафта (лесными пожарами, вырубкой лесов, осушением болот и т. д.) или с перенаселённостью конкретного вида на ограниченной территории. В таких условиях птицы вынуждены искать себе новое место, и такое перемещение никак не связано с их образом жизни или временами года.
К внедрениям также часто относят интродукцию — намеренное переселение видов в регионы, где они никогда прежде не обитали. К последним, например, можно отнести обыкновенного скворца. Очень часто нельзя однозначно сказать, что данный вид птиц является строго оседлым, кочующим или перелётным: разные популяции одного и того же вида и даже птицы одной популяции могут вести себя по-разному. Например, крапивник на большей части ареала, включая почти всю Европу и приполярные Командорские и Алеутские острова, живёт оседло, в Канаде и севере США кочует на незначительные расстояния, а на северо-западе России, в Скандинавии и на Дальнем Востоке является перелётным. У обыкновенного скворца или голубой сойки (Cyanocitta cristata) возможна ситуация, когда на одной и той же территории часть птиц в зимнее время перемещается на юг, часть прибывает с севера, а часть живёт оседло.
Большинство миграций происходит широким фронтом, однако в некоторых случаях они происходят узкими полосами — миграционными маршрутами. Обычно подобные маршруты пролегают вдоль горных хребтов или прибрежных полос, что позволяет птицам использовать восходящие потоки воздуха или предотвратить преодоление географических барьеров, таких как обширные пространства открытого моря. Также маршруты не обязательно совпадают в обоих направлениях перелёта — в таком случае говорят о так называемой петлеобразной миграции.
Большинство крупных птиц совершают миграции стаями, часто формируя V-образный «клин» из 12—20 птиц. Такое расположение помогает птицам уменьшить энергетические затраты на перелёт.
Не все птицы совершают миграции при помощи перелётов. Большинство пингвинов осуществляют регулярные миграции вплавь, пути этих миграций могут достигать длины в тысячу километров. Императорские пингвины осуществляют также довольно длительные перемещения пешком к местам размножения в Антарктиде. Голубой тетерев (Dendragapus obscurus) осуществляет регулярные миграции на разные высоты преимущественно пешком. Во время периодов засухи длинные миграции пешком осуществляют и австралийские эму (Dromaius).

### Оседлые птицы
Оседлыми называют птиц, которые придерживаются определённой небольшой территории и за пределы её не перемещаются. Подавляющее большинство видов таких птиц обитает в таких условиях, где сезонные изменения не влияют на доступность корма — тропическом и субтропическом климате. В умеренном и северном поясе таких птиц немного; к ним в частности относятся синантропы — птицы, обитающие вблизи человека и зависящие от него: сизый голубь, домовый воробей, серая ворона, галка и некоторые другие. Часть оседлых птиц, которых также называют полуоседлыми, вне сезона размножения перемещается на незначительные расстояния от своих гнездовий — на территории России к таким птицам можно отнести глухаря, рябчика, тетерева, частично сороку и обыкновенную овсянку..

### Кочующие птицы
Кочующими называют птиц, которые вне сезона размножения постоянно передвигаются с места на место в поисках пищи. Такие передвижения никак не связаны с цикличностью и полностью зависят от доступности пищи и погодных условий, в таком случае они не считаются миграцией. Однако существует целый спектр промежуточных форм между кочёвкой и длинной миграцией птиц, в частности короткая миграция, причиной которой обычно являются погодные условиями и доступность корма. Короткая миграция носит относительно регулярный характер. В отличие от долгой миграции, время начала короткой миграции зависит от погодных условий, и птицы могут пропускать миграции в тёплые или иные благоприятные годы. На территории России к кочующим птицам можно отнести синицу, поползня, сойку, клеста, щура, чижа, снегиря, свиристель и др.
Например, обитающие в горах и на болотах птицы, такие как стенолаз (Tichodroma muraria) и оляпка (Cinclus cinclus) соответственно, могут во время своих миграций передвигаться только на разные высоты, избегая холодной горной зимы. Другие виды, такие как кречет (Falco rusticolus) и жаворонки (Alauda), перемещаются к побережью или в южные районы ареала. Другие, такие как зяблик (Fringilla coelebs), не мигрируют в Великобритании, но перелетают на юг из Ирландии в очень холодную погоду.
Кочующие птицы отряда воробьиных имеют два типа эволюционного происхождения подобного поведения. Виды, близкородственные с видами, совершающими перелёты на большие расстояния, такие как пеночка-теньковка, являются видами, происходящими из Южного полушария, но которые постепенно сократили длину обратного перелёта таким образом, что остались обитать в Северном полушарии. В отличие от них, виды, которые не имеют мигрирующих близкородственных видов, например свиристель (Bombycilla), фактически совершает перелёты в ответ на холодную зимнюю погоду, а не с целью поиска благоприятных условий для размножения. В тропиках существует незначительная вариация в длине дня на протяжении всего года и круглогодично имеет место достаточное количество кормовой базы. В отличие от сезонных перемещений для зимовки птиц в умеренных широтах, большинство тропических видов является в широком смысле оседлыми. Однако многие виды перелетают на различные расстояния в зависимости от количества осадков. Так, многие тропические районы имеют влажный и сухой сезоны, лучшим примером которых является муссоны Южной Азии. К птицам, совершающим миграции в зависимости от количества осадков, относится Halcyon senegalensis, житель Западной Африки. Существует несколько видов кукушек, которые являются настоящими перелётными птицами в пределах тропиков — малая кукушка (Cuculus poliocephalus), которая во время гнездования обитает в Индии, а в остальное время года встречается в Африке.
В высоких горах, таких как Гималаи и Анды, много видов птиц осуществляют сезонные высотные перемещения, а другие могут совершать длинные миграции. Так, гималайская кашмирская мухоловка (Ficedula subrubra) и Zoothera wardii могут мигрировать на юг к Шри-Ланке.
Длинные миграции птиц является преимущественно, хотя и не исключительно, явлением, характерным для Северного полушария. В Южном полушарии сезонные миграции менее заметны, что имеет в своей основе ряд причин. Так, значительные непрерывные пространства суши или океана не вызывают сужение миграционных маршрутов, что делает миграцию менее заметной для человека-наблюдателя. Во-вторых, на суше климатические зоны постепенно переходят друг в друга, не создавая резких смен: это означает, что вместо долгих перелётов над неблагоприятными районами для достижения определённого места миграционные птицы могут мигрировать медленно, питаясь на протяжении своего путешествия. Часто без специальных исследований незаметно, что птицы в определённом районе мигрируют, потому что разные представители одного и того же вида прибывают в течение разных сезонов, постепенно двигаясь в определённом направлении. Однако многие виды действительно гнездятся в умеренных районах Южного полушария и зимуют в северных тропических районах. Например, такие миграции осуществляют южноафриканская большая полосатая ласточка (Hirundo cucullata) и австралийские шёлковая миагра (Myiagra cyanoleuca), австралийский широкорот (Eurystomus orientalis) и радужная щурка (Merops ornatus).

### Перелётные птицы
Перелётные птицы совершают регулярные сезонные перемещения между местами гнездовий и местами зимовок. Переселения могут совершаться как на близкие, так и на дальние расстояния. По мнению орнитологов, средняя скорость перелёта для мелких птиц составляет порядка 30 км/ч, а для крупных около 80 км/ч. Часто перелёт проходит в несколько этапов с остановками для отдыха и кормления. Чем меньше по размеру птица, тем короче дистанция, которую она в состоянии осилить за один раз: мелкие птицы способны лететь беспрерывно 70—90 часов, при этом преодолевая расстояние до 4000 км.

### Формы маршрутов
- Разделительная миграция.
- Миграция перекатами.
- Кольцевая миграция. При кольцевой миграции весенние и осенние маршруты между собой не совпадают.

Миграции могут быть как горизонтально-направленными (из одного региона в другой при сохранении привычного ландшафта), так и вертикально-направленными (в горы и обратно).

## Направления перелётов
Направления миграции у птиц бывают весьма разнообразными. Для птиц Северного полушария типичным является перелёт с севера (там, где птицы гнездятся) на юг (там, где они зимуют) и обратно. Такое перемещение характерно для умеренных и арктических широт Северного полушария. В основе такого переселения лежит комплекс причин, главная из которых заключается в энергетических затратах — летом в северных широтах длина светового дня увеличивается, что даёт ведущим дневной образ жизни птицам больше возможности прокормить своё потомство: по сравнению с тропическими видами птиц, кладка их яиц выше. Осенью, когда длина светового дня сокращается, птицы переселяются в более тёплые регионы, где кормовая база менее подвержена сезонным колебаниям.

## Международный день мигрирующих птиц
Всемирный день мигрирующих птиц был учреждён в 2006 году с целью популяризации идей о необходимости охраны мигрирующих птиц и их среды обитания. Этот день посвящён дате подписания 10 мая 1906 года Международного договора об охране птиц. В 1927 году СССР ратифицировал этот договор. Всемирный день мигрирующих птиц организуется Секретариатами Конвенции о сохранении мигрирующих видов диких животных и Соглашения о сохранении афро-евразийских мигрирующих водно-болотных птиц. Этот день отмечается ежегодно во вторую субботу и воскресенье мая. С 2016 года Всемирный день мигрирующих птиц отмечают 10 мая.